# آرنه خواكيم نيلسن
آرنه خواكيم نيلسن هو سياسي نرويجي، ولد في 21 يوليو 1893 في كريستيانساند في النرويج، وتوفي في 5 أبريل 1957. نشط حزبياً في حزب المحافظين. وقد انتخب عضو برلمان النرويج ‏ عن دائرة Aust-Agder (Storting constituency) ‏ وقد انضم خلال فترته النيابية ‏ (1954 – 5 أبريل 1957) للكتلة البرلمانية حزب المحافظين.